# Fabien Lévy
Pour les articles homonymes, voir Lévy.
 (juillet 2020).
Si vous disposez d'ouvrages ou d'articles de référence ou si vous connaissez des sites web de qualité traitant du thème abordé ici, merci de compléter l'article en donnant les références utiles à sa vérifiabilité et en les liant à la section « Notes et références ».
Fabien Lévy est un compositeur français né le 11 décembre 1968 à Paris.

## Biographie
Fabien Lévy étudie la composition avec Gérard Grisey au Conservatoire national supérieur de musique de Paris, et l'analyse musicale avec Michaël Levinas, l'ethnomusicologie avec Gilles Léothaud, et l'orchestration avec Marc-André Dalbavie.
Diplômé de l'ENSAE ParisTech (promotion 1992) et d'un master analyse et politique économique (EHESS, ENS Ulm, Delta), il a occupé en parallèle à son activité de compositeur différents postes d'enseignement et de recherche (chargé de cours en mathématique à l'Université Paris Dauphine, colleur de mathématiques en classe préparatoires, chercheur risque-pays à la Direction de la Recherche de la BNP) avant de se consacrer exclusivement à la musique à partir de 1994.
Fabien Lévy est depuis octobre 2017 professeur de composition à la Hochschule für Musik und Theater 'Felix-Mendelssohn Bartholdy' de Leipzig. Il a auparavant été professeur de composition de 2012 à 2017 à la Hochschule für Musik Detmold, assistant-professor en composition à l'université Columbia de New York de 2006 à 2012, enseigné l'orchestration au conservatoire de Berlin (Hochschule für Musik Hanns Eisler) entre 2004 et 2006, et a été chargé de cours à la Sorbonne et conseiller pédagogique à l'IRCAM (1998-2001).
Il a été lauréat de nombreux prix, dont le Composer's price de la Fondation Ernst von Siemens en 2004, et le Rostrum de l'Unesco pour sa pièce pour alto et orchestre Hérédo-Ribotes en 2002. Il a également été pensionnaire de la Villa Medicis (Académie de France à Rome) en 2002-2003 et du programme d'artiste à Berlin du Deutscher Akademischer Austauschdienst (DAAD Berliner Künstlerprogramm) en 2001.
Ses œuvres instrumentales (orchestre, musique de chambre, solistes) et électroniques ont été interprétées entre autres par le Quatuor Habanera, l'Ensemble l'Itinéraire, l'Ensemble Modern de Francfort, l'Ensemble Recherche de Freiburg, le London Sinfonietta, l'Orchestre de la Radio de Berlin, le Tokyo Symphony Orchestra, Claude Delangle ou l'Ensemble Argento. Ses œuvres sont publiées par Billaudot (1998-2008) par Ricordi Allemagne (2008-2018) et, depuis 2008, par les éditions Peters.

## Esthétique
L'esthétique de ce compositeur est singulière et, bien qu'en constante évolution, immédiatement reconnaissable.
Ses premières œuvres « mures » (après 1996) s'inspirent directement de certains principes de la musique spectrale (il a étudié avec Gérard Grisey), en particulier un retour à la perception et un refus des combinatoires sur le signe et sur les paramètres musicaux travaillés séparément. Sa formation en mathématiques, son intérêt pour les illusions et les paradoxes (par exemple pour le travail du compositeur Jean-Claude Risset), et l'influence du philosophe Vladimir Jankelevitch ont certainement contribué à cette esthétique initiale centrée sur le transparamétrique, les inflexions musicales (l'auditeur doit idéalement percevoir des phénomènes musicaux « ineffables », c'est-à-dire défiant une perception plus analytique), un certain minimalisme d'apparence dans des textures en fait finement ciselées, et une abstraction musicale non dénuée d'émotion.
Dans les années qui suivent, Fabien Lévy se détache de plus en plus d'une conception normative, universaliste, et psychoacoustique de la perception qui prédominait chez les compositeurs spectraux comme chez les néo-tonaux. Ses réflexions portent sur les limites et les déconstructions de différentes caractéristiques de la musique en Occident. La musique de Lévy devient plus ludique, jouant sur des illusions culturelles, des références, des déconstructions de catégories musicales classiques (telles que les notions traditionnelles de contrepoint, de note ou d'intervalle, de soliste face à un ensemble, de disposition orchestrale, et même, plus récemment, d'instrumentalité et du concept d'« œuvre musicale »). Il y a des influences directes de musiques issues d'autres cultures (notamment asiatiques et africaines -avec des techniques de cross rhythm et de hoquet influencés par les musiques pygmées et ouldémé). Sa découverte de la philosophie de Jacques Derrida l'ont conforté dans cette voie de déconstruction des « signes » (écrits mais aussi perçus) de la musique. L'œuvre devient plus organique et formellement plus contrastée. L'instrument musical n'est souvent plus reconnaissable dans son unité, mais devient un ensemble de points dans une granulation polyphonique complexe et très écrite. Dans les œuvres les plus récentes, Fabien Lévy compose d'ailleurs moins pour l'instrument de musique que pour un instrumentiste humain aux capacités diverses (utilisation de la voix ou du sifflement du musicien, en hoquet avec l'instrument). En outre, le musicien se détache généralement de moins en moins du groupe et de la texture en mosaïque. Certains musicologues germanophones ont parlé, pour positionner la musique de Lévy, de « synthèse granulaire instrumentale » (tout comme la musique spectrale pouvait être une sorte de « synthèse additive instrumentale »), et d'un plaisir de déconstruire l'instrumentalité des instruments de musique sans refuser cependant leur « caisse de résonance », ni leur organologie, à la différence de compositeurs plus « bruitistes » comme Helmut Lachenmann ou Salvatore Sciarrino. Certaines œuvres sont des formes ouvertes, même si elles sont entièrement déterminées (Soliloque sur..., Sonneries de Cantenac). Les œuvres récentes de Fabien Lévy font souvent appel à des références culturelles plus ou moins cachées, et à des pulsations rythmiques ou polymétriques affirmées.
Ce qui reste cependant une constante dans la plupart des œuvres de Lévy semble être une volonté que l'œuvre dépasse la simple écoute d'un geste mais soit, comme il l'écrit lui-même dans différents essais, "cognitive": forme et couleurs harmoniques perceptiblement claires (mais système harmonique propre basé sur des nombres premiers), et musique très souvent rythmée, au sens perceptif, c'est-à-dire pulsée, ce qui est rare dans les musiques savantes d'aujourd'hui. Certes, il s'agit souvent de rythmes complexes, impairs, polymétriques, mais l'oreille perçoit et suit nettement des structures cognitives, quitte à être surprise.
L'œuvre de Lévy s'accompagne d'une réflexion théorique abondante mais qu'on ne peut détacher de l'œuvre elle-même, et qui l'inspire. Les compositions doivent au contraire être appréhendées sans connaissance consciente des réflexions qui les ont fait naître, et être écoutées « comme un enfant » (comme le compositeur le demande lui-même dans le texte de présentation de sa pièce à propos, pièce hommage à des artistes de l'Arte povera).
Enfin, et paradoxalement, ce compositeur plaide pour une certaine autonomie de la musique mais présente son attitude de déconstruction musicale comme un geste non seulement musicalement inspirateur (recherche personnelle de nouveaux horizons musicaux), mais également politique (l'« écouter autrement »).

## Catalogue
- Jusqu'à peu, pour orgue à quatre mains (2022, editions Peters)
- Avant-demain, pour six klaxons (2020, editions Peters)
- De l'art d'induire en erreur, pour trois voix amplifiées et orchestre (2019, editions Peters)
- Chroniques déchantées, pour accordéon et piano (2019, editions Peters)
- Murmelt mein Blut, pour soprano et piano (2018, editions Peters)
- Quand Friselda et son voisin, canon grivois pour 6 voix a cappella (2017, editions Ricordi)
- Nun hab' ich nichts mehr, pour soprano, guitare électrique, clarinette, accordéon et piano (2016, editions Ricordi)
- Als Gregor & Griselda, canon grivois pour six voix a cappella (2015, editions Ricordi)
- à tue-tête, pour neuf instruments à vent spatialisés (2014, editions Ricordi)
- Toward the door we never opened, pour quatuor de saxophones (2013, editions Ricordi)
- Danse polyptote, pour accordéon et violoncelle (2013, editions Ricordi)
- Après tout, pour six chanteurs, six musiciens et électronique (2012, editions Ricordi)
- À peu près de, pour deux trompettes (2010, editions Ricordi)
- À propos, pour flute, clarinette, piano, violon, violoncelle (2008, editions Ricordi)
- Sonneries de Cantenac, pour quatre instruments à vent à registre commun (2008, editions Ricordi)
- Pour Orchestre pour grand orchestre (2008, editions Ricordi)
- Lexèmes hirsutes pour violoncelle solo (2007, editions Ricordi)
- Querwüchsig pour ensemble (2007, editions Ricordi)
- Tre volti del volubile Ares pour orchestre d'harmonie professionnel (2006, editions Billaudot)
- Les Murmures d'une orchidée solitaire pour deux Guqin, flûtes chinoises, orgue hammond, harpe, violon & violoncelle (2004)
- Risâla fî-l-hob wa fî'lm al-handasa [Petit traité d'amour et de géométrie] pour flûte, clarinette, euphonium ou saxophone ténor, violon & violoncelle (2003, editions Billaudot)
- Soliloque sur [X, X, X et X] commentaire par un ordinateur d'un concert mal compris de lui (2002)
- Hérédo-ribotes pour alto solo et 51 musiciens d'orchestre (2001, editions Billaudot)
- Où niche l'hibou ? petites pièces pédagogiques pour un jeune élève et son professeur (versions pour deux saxophones ou deux flutes ou deux clarinettes) (1999, editions Billaudot)
- Coïncidences pour ensemble de 33 musiciens (1999, editions Billaudot)
- Durch, in memoriam G. Grisey pour quatuor de saxophones (1998, editions Billaudot)
- L'Air d'ailleurs-Bicinium pour saxophone alto et bande (1997, editions Billaudot)
- Dr B. pour baryton et basson. Théâtre musical, à partir d'un propos tiré de Die Schachnovelle de Stefan Zweig (1996, editions Billaudot)
- Les deux ampoules d'un sablier peu à peu se comprennent, pour harpe solo amplifiée (1996, editions Billaudot)

## Anciens étudiants (sélection)
- Victor Adan
- Hed Bahack
- Mahir Cetiz
- Guillermo Cobo
- Paul Clift
- Zosha di Castri
- Mario Diaz di Leon
- Michele Foresi
- Evan Gardner
- Amit Gilutz
- Pablo Andoni Gómez Olabarría
- Sampo Haapamäki
- Max Hundelshausen
- Bryan Jacobs
- Brahim Kerkour
- Andile Khumalo
- Steve Lehman
- Dariya Maminova
- Adam Maor
- Ehsan Mohagheghi-Fard
- Rino Murakami
- Yoshiaki Onishi
- Sam Pluta
- Kate Soper
- Eric Wubbels

## Publications (extraits)
- Le compositeur, son oreille et ses machines à écrire: Déconstruire les grammatologies du musical pour mieux les composer, Librairie Philosophique J. Vrin, collection «MusicologieS»,  (ISBN 978-2-7116-2511-6), 2014

- Les écritures du temps; Musique, rythme, etc…. Livre collectif, sous la direction de Fabien Lévy, L’Harmattan/L’Ircam, November 2001.

- Observation, analyse, modèles: peut-on parler d’art avec les outils de la science? Actes du 2e colloque international d’épistémologie, sous la direction de Jean-Marc Chouvel et Fabien Lévy, L’Harmattan/L’Ircam, 2002.

- “L’artiste, entre production et destruction“, in Revue Circuit, «composer dans l’anthropocène», sous la dir. de Nicolas Donin, vol.32 n°2 (2022), Montreal, 2017, Canada.
- “Sind Musikinstitutionen Komplizen reaktionären und hegemonialen Denkens?“ [Les institutions musicales subventionnées sont-elles complices inconscientes du suprématisme et de la réaction?], Neue Musikzeitung, Avril 2021[1]
- “Sense versus Sensitivity in Composition: a Phoney Debate?“, in Sensorial Aesthetics in Music Practices; sous la dir. de Kathleen Coessens; Orpheus Institute Series, Ghent, 2019, pp.73-87.

- “Deconstructing the Grammatologies of Music: A Tool for Composing“, The New Centennial Review, Vol. 18, No. 2; editeur: Christopher Swithinbank; Michigan State University Press Journals, 2018.

- “Music as the art of misleading“, Darmstädter Beiträge zur Neuen Musik, Band 23; sous la dir. de Michael Rebhahn & Thomas Schäfer; Schott Music éditeur, Mainz, 2016

- «La musique occidentale et ses (ab)-surdités au monde: une autre consonance, venue de Bagdad», Revue Filigrane, n°1, «Musique et globalisation: une approche critique», sous la dir. de Makis Solomos, éditions Delatour, France, 1er semestre 2013.

- «Notre notation musicale est-elle une surdité au monde?» Ethique et significations, La fidélité en art et en discours, sous la dir. de Mathilde Vallespir, Lia Kurts et Marie-Albane Rioux, éditions Bruylant, collection “Au coeur des textes – N° 5“ dirigée par C. Stolz, 2007, pp159-186.